# バーチャファイター4
『バーチャファイター4』は、SEGA-AM2（後のセガ第二研究開発本部）が開発し、セガがリリースした3D対戦型格闘ゲーム。2001年、当時の最新アーケード基板「NAOMI2」を使用しリリースされた。『バーチャファイター』シリーズの第4作である。

## 概要

### バーチャファイター4
2001年8月、セガは最新汎用アーケード基板「NAOMI2」 にて『バーチャファイター4』をリリースした。グラフィックスの進化以外の新要素として、カードシステムとネットワークサービス「VF.NET」の採用により、名前、連勝記録、段位、アイテムなどの管理ができるようになった。また、バーリトゥード使いのベネッサ・ルイスと少林拳使いのレイ・フェイが追加され、鷹嵐が離脱（開発日数の不足から、力士特有の肉体を満足に表現できなかったためとされる）。さらに、3で追加されたエスケープボタンと高低差が廃止され、『鉄拳』などと同様の、レバーによる軸移動が導入された。
2002年1月31日にはセガのマルチプラットフォーム戦略の一環としてPlayStation 2に移植された。今までセガ製ハードのキラータイトルとしてリリースされてきたバーチャシリーズが他社のハードで発売されることについて自ら揶揄するTVCMが話題となる。

### バーチャファイター4 エボリューション
柔道家の日守 剛（ひのがみ ごう）とキックボクシング使いのブラッド・バーンズの追加、ゲームバランス調整、新技の追加を施し、2002年8月に「NAOMI2」にてリリース。翌年の2003年3月13日にはPlayStation 2に移植された。
なおPlayStation 2版は、北米版と韓国版のみ、『バーチャファイター4 エボリューション』を『バーチャファイター』のグラフィックと操作感覚でリメイクした『バーチャファイター 10th アニバーサリー』が特典として同梱されている。日本では、同年11月28日に出版された書籍『バーチャファイター 10th アニバーサリー 〜 メモリー・オブ・デケード』（ISBN 4-7577-1660-5）の特典として同梱された。後に『バーチャファイター 10th アニバーサリー 〜 メモリー・オブ・デケード』 の特典だったソフト単体で、PlayStation 2用に復刻版が登場している（2007年2月8日）。欧州ではプロモーション用ソフトとしてのみ登場し、非売品であった。

### バーチャファイター4 ファイナルチューンド
2004年7月、VF4の最終形として「NAOMI2」にてリリース。バランス調整における最も大きな変更点としては、特定のコマンド入力に対して複数の技の中から一つを任意で割り当てられる「技切り替えシステム」が挙げられる。また、対戦だけでなく一人用の楽しさも追求するための要素として「チャレンジモード」が追加され、CPUの思考パターンもより手ごたえのあるものに強化された。さらに、段位システムとは異なる視点からプレイスタイルを評価する「通り名システム」、キャラクターの外観を別人と言えるまでに変化させるような新アイテムの追加など、プレイヤーの個性をよりキャラクターに反映できる作りとなった。後にリリースされた「バーチャファイター5R」とともに、家庭用に移植されていないバージョンでもある。

## 発売日
- アーケード版バーチャファイター4：2001年8月稼働開始
- アーケード版バーチャファイター4 エボリューション：2002年8月稼働開始
- アーケード版バーチャファイター4 ファイナルチューンド：2004年7月稼働開始
- PlayStation 2版バーチャファイター4：2002年1月31日発売
- PlayStation 2版バーチャファイター4 エボリューション：2003年3月13日発売

## ストーリー
第3回世界格闘トーナメントの優勝者は影丸だった。影丸はその後、姿を現した新型デュラルをも打ち倒し、デュラル化された母・月影を救うための新型パーツを手に入れる。しかし、そのパーツを使ったことで逆に月影のデュラル化は進み、ついには完全体のデュラルへと変貌、再び「J6」の手に落ちてしまう。完全体デュラルと化した月影を回収した「J6」は、早速デュラルの量産化に乗り出そうとする。だが、月影を調査するうちに、彼女が不完全体でいた時間が長すぎたため、完全体としては能力不足であることが発覚した。代わりとなる新たなデュラルを作るために、デュラル化の適合者捜しが始まる。そして、そのターゲットとして「サラ・ブライアント」の名が挙がった。「J6」は彼女をおびき寄せるための策を講じ、同時に第4回世界格闘トーナメントの開催を決定。様々な想いと策謀が巡るトーナメントが、再び始まろうとしていた……。